# Vrchařská koruna Valašska
Vrchařská koruna Valašska je cyklistická akce konající se každým rokem na Valašsku. Podstatou Vrchařské koruny Valašska je zdolání 20 předepsaných vrcholů nacházejících se na Valašsku či v jeho blízkém okolí v období od dubna do listopadu daného roku. 
Soutěží se v několika kategoriích, kromě hlavní kategorie (doba zdolání všech 20 vrcholů) je oceňován rovněž např. nejmladší či nejstarší držitel Vrchařské koruny Valašska, nejlepší bikerka a Miss této akce.
První ročník soutěže se uskutečnil v roce 2013. Hlavními organizátory akce jsou Adam Hloch a Michal Horský.

## Držitelé Vrchařské koruny Valašska

### I. ročník (rok 2013)
1. místo: Martin Fohler
2. místo: Daniel Hanzel
3. místo: Michal Horský

Počet držitelů VKV: 21

### II. ročník (rok 2014)
1. místo: Pavel Chuchma
2. místo: Svatopluk Božák
3. místo: Tomáš Minařík

Počet držitelů VKV: 137

### III. ročník (rok 2015)
1. místo: Svatopluk Božák
2. místo: Pavel Chuchma
3. místo: Tomáš Minařík / Ondřej Minařík / Martin Hečko

Počet držitelů VKV: ?

## Patroni VKV
- Tereza Huříková
- Barbora Machulková
- Tomáš Paprstka
- Svatopluk Božák
- Josef Zimovčák